# Novokalcheve (Berezivka)
Novokalcheve (en ucraniano: Новокальчеве) es un pueblo ucraniano perteneciente al óblast de Odesa. Situado en el suroeste del país, es parte del raión de Berezivka y centro del municipio (hromada) homónimo.

## Toponimia
Entre 1929 y 2016, el nombre oficial del lugar fue Chervonoarmiske (en ucraniano: Червоноармійське; en ruso: Червоноармейское, romanizado: Chervonoarmeískoye), cambiado por las normas de descomunización de Ucrania. Su nombre actual en ruso es Novokalchevo (en ruso: Новокальчево). 

## Geografía
Novokalcheve se encuentra 10 km al este de Berezivka y a unos 83 kilómetros al noreste de Odesa.

## Historia
En mayo de 2016, el pueblo volvió a llamarse Novokalcheve de acuerdo con el proceso de descomunización de Ucrania.

## Demografía
La evolución de la población de Novokalcheve entre 1989 y 2021 fue la siguiente:
| 503                                                           | 516 |
| (Fuente: Cities & Towns of Ukraine y UKRAINE: Größere Städte) |     |

Según el censo de 2001, la lengua materna de la mayoría de los habitantes, el 93,57%, es el ucraniano; del 3,06% es el ruso; y del 2,19%, el rumano.